# بوب غاردينر
بوب غاردينر (بالإنجليزية: Bob Gardiner)‏ هو رسام رسوم متحركة أمريكي، ولد في 19 مارس 1951 في توررانسي في الولايات المتحدة، وتوفي في 21 أبريل 2005 في غراس فالي في الولايات المتحدة.

## وصلات خارجية
- بوب غاردينر على موقع IMDb (الإنجليزية)
- بوب غاردينر على موقع قاعدة بيانات الفيلم (الإنجليزية)